# Club Deportivo Génesis
El Club Deportivo Génesis fue un equipo de fútbol de la ciudad de Comayagua, Honduras fundado el 25 de julio de 2018 en Tegucigalpa como Génesis Huracán y que participó en la Liga Nacional de Honduras, a la que ascendió en 2023. El equipo tras un comunicado el 28 de mayo del 2025 anunció su desaparición y una fusión con el equipo de la Policía Nacional F. C. .

## Estadio
Génesis juega sus encuentros en condición de local en el Estadio Carlos Miranda de Comayagua y de propiedad de la Municipalidad. Posee un aforo para 10 000 espectadores y fue inaugurado oficialmente en 2006.

## Datos del club
- Temporadas en Liga Nacional: 4.

## Jugadores

### Plantilla 2025
- Los equipos hondureños están limitados a tener en la plantilla un máximo de cinco jugadores extranjeros.

### Altas Clausura 2025
| Altas             |               |              |              |
| Jugador           | Posición      | Procedencia  | Tipo         |
| Esaú Flores       | Portero       | Victoria     | Libre        |
| Ismael Santos     | Defensa       | UPNFM        | Libre        |
| Héctor Aranda     | Mediocampista | Victoria     | Traspaso     |
| Josué Villafranca | Delantero     | Agente libre | Agente libre |
| Luis Hurtado      | Delantero     | Victoria     | Libre        |
| Félix Crisanto    | Defensa       | Marathón     | Libre        |
| Óliver Morazán    | Mediocampista | Lobos UPNFM  | Libre        |

### Bajas Clausura 2025
| Bajas          |               |           |                 |
| Jugador        | Posición      | Destino   | Tipo            |
| Marlon Ramírez | Mediocampista | Olancho   | Fin de contrato |
| Elvin Casildo  | Defensa       | Victoria  | Fin de contrato |
| Elmer Güity    | Defensa       | Juticalpa | Fin de contrato |
| Caleb Tilguath | Mediocampista | TBD       | Fin de contrato |
| Carlos Timoteo | Portero       | TBD       | Fin de contrato |
| Carlos Bonilla | Delantero     | TBD       | Fin de contrato |

## Entrenadores
| Entrenador           | Período   |
| -------------------- | --------- |
| Eduardo Bennett      | 2018      |
| Ramón Romero         | 2019      |
| Marco Tulio Guerrero | 2020-2021 |
| Carlos Martínez      | 2021-2022 |
| Reynaldo Tilguath    | 2023–2024 |
| Jhon Jairo López     | 2024–     |

## Palmarés

### Torneos nacionales
| Competición nacional              | Títulos       | Subcampeonatos |
| --------------------------------- | ------------- | -------------- |
| Liga de Ascenso de Honduras (1/0) | Clausura 2023 |                |
| Campeón de Ascenso (1/0)          | 2022-23       |                |